# José Manuel Villarejo
José Manuel Villarejo (El Carpio, Cordoue, 3 août 1951) est un homme d'affaires espagnol et ancien officier de la police nationale espagnole. Il a été arrêté en 2017 et pourrait écoper une peine de prison de 109 ans s'il est reconnu coupable. Il est accusé  d'"extorsion de fonds", de "corruption" ou encore d'"appartenance à une organisation criminelle". Son procès a débuté en octobre 2021,.

## Biographie
Il rejoint le corps de la police nationale espagnole en 1972, affecté au commissariat provincial de San Sebastián jusqu'en 1975, où il fait partie du groupe antiterroriste et prend part à diverses actions contre l'ETA. Il a ensuite été affecté à l'équipe de sécurité citoyenne de la préfecture de Madrid, où il est resté jusqu'en 1983. Il prend dix années de congé sabbatique de 1983 à 1993, pendant lesquelles il se consacre aux affaires. Villarejo a géré jusqu'à 46 sociétés différentes avec un capital social de plus de 16 millions d'euros. En 1993, il a été réintégré le secrétariat d'État à l'Intérieur en tant qu'agent d'exploitation, ou agent d'infiltration. Pendant ses périodes de congé et après avoir pris sa retraite de la police espagnole, Villarejo a effectué plusieurs missions d'enquête pour des entreprises, principalement une agence de détectives et un cabinet d'avocats. Ces missions comprennent des recherches commandées par des organismes publics, des entités privées et des particuliers.
Au milieu des années 1990, il a participé à la préparation du rapport Véritas, commandé par le ministère espagnol de l'Intérieur dirigé par José Luis Corcuera ( PSOE ) et coordonné par Enrique de Federico, commissaire de la police judiciaire dans lequel des données recueillies sur  la vie privée de juges comme Baltasar Garzón, d'hommes politiques, de journalistes et d'hommes d'affaires comme Javier de la Rosa.
Depuis 2014, Villarejo est impliqué dans plusieurs affaires pénales contre Félix Sánz Roldán pour divulgation de secrets, appartenance à une organisation criminelle et blanchiment d'argent. Villarejo est également accusé devant un tribunal de Madrid de délits de divulgation de secrets et d'appartenance à une organisation criminelle en marge du procès de Francisco Nicolas Gomez, alias le Petit Nicolas, pour enregistrement, manipulation et diffusion présumés illégaux d'une conversation entre policiers et membres du renseignement espagnol, le Centre national de renseignement . En février 2017, pour éviter des poursuites, Villarejo a divulgué à la presse des informations sur le roi d'Espagne Juan Carlos et le Centre national de renseignement. Il a également menacé de divulguer plus d'informations s'il n'était pas retiré du procès,.
Début 2019, José Manuel Villarejo a envoyé une lettre à Pedro Sánchez, premier ministre espagnol, accusant Sanz Roldan d'avoir menacé certains juges du Tribunal national avec des données sur leur vie privée afin qu'ils cessent d'enquêter sur les questions qui affectent le CNI. Il l'a également accusé de travailler contre les intérêts de l'Espagne en soutenant les intérêts vénézuéliens ou en autorisant les fuites sur la famille royale espagnole.
D'autres accusations portées contre Roldan par Villarejo ont été de protéger le roi émérite Juan Carlos Ier en menaçant et en soudoyant Corinna zu Sayn-Wittgenstein-Sayn, une amante du monarque, qui cacherait des informations critiques sur l'ancien roi d'Espagne. Toutes ces accusations ont été démenties par Sanz Roldán et le CNI.
Concernant le mouvement indépendantiste de la Catalogne, Villarejo a témoigné devant un notaire qu'il était l'auteur de plusieurs rapports sur l'opération Catalogne, une manœuvre du ministère espagnol de l'Intérieur pour freiner l'indépendantisme en Catalogne. L'enregistrement des écoutes téléphoniques a été divulgué par le commissaire de police Marcelino Martín-Blas.
En janvier 2022, Villarejo a affirmé devant la Haute Cour espagnole que le Service national de renseignement (CNI) était impliqué dans les attentats terroristes de Barcelone et de Cambrils en août 2017. « J'ai continué à travailler avec le CNI jusqu'au dernier jour. J'ai travaillé avec eux pour essayer de réparer le gâchis de la fameuse attaque de l'imam de Ripoll, qui a finalement été une grave erreur de Sanz Roldán, qui a mal calculé les conséquences de sa volonté de faire une petite frayeur à la Catalogne »,.